# Mordechaj Ben-Porat
Mordechaj Ben-Porat (hebr. מרדכי בן-פורת, ang. Mordechai Ben-Porat, ur. 12 września 1923 w Bagdadzie, zm. 3 stycznia 2022) – izraelski polityk, w latach 1982–1984 minister bez teki, latach 1965–1977 oraz 1981–1984 poseł do Knesetu z list różnych ugrupowań politycznych.

## Życiorys
Urodził się 12 września 1923 w Bagdadzie – stolicy Królestwa Iraku, podlegającym wówczas Brytyjskiemu Mandatowi Mezopotamii. Ukończył tam szkołę średnią. Od 1942 należał do żydowskiej organizacji młodzieżowej He-Chaluc.
W 1945 wyemigrował do Palestyny, gdzie dwa lata później przyłączył się do żydowskiej organizacji paramilitarnej Hagana. W 1948 ukończył pierwszy kurs oficerski Sił Obronnych Izraela i walczył w wojnie o niepodległość Izraela (1948–1949). W latach 1949–1951 wielokrotnie powracał do Iraku, jako szpieg Mosadu, organizując masową imigrację irackich Żydów, zagrożonych prześladowaniami i pogromami ze strony arabskiej większości. Był w tym czasie kilkakrotnie aresztowany przez irackie władze.
Ukończył politologię na Uniwersytecie Hebrajskim (oddział w Tel Awiwie) oraz zarządzanie i administrację na Uniwersytecie Telawiwskim.
Politycznie związał się z Partią Robotników Ziemi Izraela (Mapai). W latach 1955–1969 był przewodniczącym rady miasta Or Jehuda. W 1965 był jednym z założycieli partii Rafi i właśnie z listy nowego ugrupowania Dawida Ben Guriona po raz pierwszy dostał się do izraelskiego parlamentu w wyborach parlamentarnych w 1965. W trakcie kadencji opuścił to ugrupowanie przystępując do Partii Pracy, która wkrótce wraz z Rafi, Mapam i innymi ugrupowaniami lewicowymi utworzyła Koalicję Pracy. Z listy Koalicji uzyskał mandat w kolejnych wyborach parlamentarnych. W latach 1970–1972 był zastępcą sekretarza generalnego Izraelskiej Partii Pracy. W wyborach w 1973 ponownie dostał się do Knesetu z listy Koalicji Pracy. W 1975 był jednym z założycieli i długoletnim nadzwyczajnym przewodniczącym World Organization of Jews from Arab Countries (Światowej Organizacji Żydów z Państw Arabskich). 15 marca 1977 opuścił zarówno Partię Pracy, jak i parlamentarną frakcję Koalicji Pracy i do końca kadencji pozostał posłem niezależnym.
W 1979, po rewolucji islamskiej w Iranie, został wysłany jako specjalny emisariusz Agencji Żydowskiej nadzorujący emigrację irańskich Żydów. Był jednym z liderów, założonej przez Moszego Dajana partii Telem (Ruch na rzecz Odnowy Narodowej), z listy której powrócił do Knesetu w wyborach w 1981. 5 lipca 1982 wszedł w skład drugiego rządu Menachema Begina jako minister bez teki. 6 czerwca 1983 opuścił Telem, zakładając nowe ugrupowanie – Ruch na rzecz Odnowy Społecznego Syjonizmu. Pozostał ministrem bez teki również w powołanym 10 października 1983 rządzie Icchaka Szamira. Pełnił funkcję do 31 stycznia 1984. W 1984 nie dostał się do Knesetu. W 1988 został członkiem Likudu.
Był założycielem i przewodniczącym Centrum Kultury Żydów Babilońskich w Or Jehuda. W 2001 otrzymał Nagrodę Izraela.
Zmarł 2 stycznia 2022.